# Шевченко, Владимир Антонович (политик)
Владимир Антонович Шевченко  (род. 20 мая 1935, Моспино) — советский партийный деятель, бывший председатель Сумского областного совета, кандидат экономических наук. Член Ревизионной Комиссии КПУ в 1986—1990 годах. Член ЦК КПУ в 1990—1991 годах. Депутат Верховного Совета УССР 11-го созыва. Народный депутат СССР в 1989—1991 годах.

## Биография
Родился в 1935 году в городе Моспино Донецкой области в семье рабочего. Украинец. Член КПСС с 1964 года.
Окончил Ворошиловградский сельскохозяйственный институт.
Трудовую деятельность начал в 1958 году управляющим отделом племенного совхоза имени Дзержинского Первомайского района Сталинской области. Работал главным агрономом — заместителем начальника Ждановского, Володарского производственных колхозно-совхозных управлений Донецкой области.
С 1964 года — главный агроном элитносеменного совхоза имени XVIII партсъезда Донецкой области, директор совхоза «Ольгинский» Донецкой области, директор Юго-Донецкого специализированного треста овощемолочных совхозов.
С 1976 года — на партийной и советской работе в Сумской области: заместитель заведующего сельскохозяйственным отделом Сумского областного комитета КПУ, с 1977 года — 1-й заместитель председателя исполкома Сумского областного Совета народных депутатов.
В 1982 году избран председателем исполнительного комитета Сумского областного Совета народных депутатов. Работал на этой должности до ноября 1988 года.
Избирался народным депутатом Верховного Совета СССР, Верховного Совета Украинской ССР 11-го созыва.
22 ноября 1988 года пленум областного комитета КПУ избрал В. А. Шевченко 1-м секретарём Сумского областного комитета КПУ. Возглавлял Сумской областной комитет КПУ до августа 1991 года.
4 марта 1990 года участвует в выборах депутатов Сумского областного Совета народных депутатов по Середино-Будскому избирательному округу № 150 и одерживает победу над своим единственным соперником — заместителем председателя правления колхоза «Дружба» И. Зябко.
5 апреля 1990 года избран председателем Сумского областного Совета народных депутатов.
18 сентября 1990 года В. А. Шевченко подал в отставку с поста председателя областного совета.
В 1994 году Владимир Шевченко вновь баллотируется на должность председателя Сумского областного Совета народных депутатов, однако по результатам выборов уступил представителю Президента Украины в Сумской области Анатолию Епифанову.

## Награды
- Орден Трудового Красного Знамени;
- Орден Дружбы народов;
- Орден «Знак Почёта»;
- медали.